# George Percy

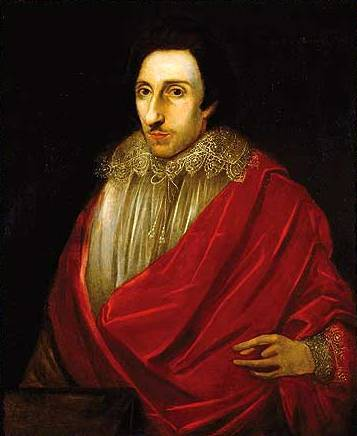
George Percy

George Percy (4 settembre 1580 – 1632) è stato un esploratore inglese, governatore della Colonia della Virginia.

## Biografia
George Percy nacque in Inghilterra, ultimogenito di Henry Percy e Lady Catherine Neville. Egli fu ammalato per gran parte della sua vita, probabilmente di epilessia o di asma e si laureò all'Oxford University nel 1597.
La vocazione di Percy era però la vita militare e il suo primo impegno fu nella guerra degli ottant'anni ma combatté anche in Irlanda.
Percy fece parte del primo gruppo di 105 coloni inglesi che si stabilirono a Jamestown nella Colonia della Virginia. Partì dall'Inghilterra nel dicembre 1606 e tenne un diario del suo viaggio. Arrivò in Virginia nell'aprile 1607 e registrò il dramma dei coloni nel combattere contro le insidie dei luoghi, le malattie e gli indiani Powhatan. "Vivemmo tutti per cinque mesi in questa miserabile disperazione", scrisse nel suo diario, "non disponendo di cinque uomini validi che potessero proteggerci dal pericolo degli indiani."
Nonostante Percy appartenesse al più elevato rango sociale rispetto a tutti gli altri coloni, gli venne inizialmente nagata la possibilità di sedere nel Virginia Council. D'altra parte guidò una spedizione, nei primi mesi di vita della colonia, destinata ad esplorare le cascate del fiume James nel maggio e giugno del 1607. In autunno, parteggiò per il presidente della colonia, Edward Maria Wingfield, a cui succedettero in seguito John Ratcliffe, Gabriel Archer e John Smith. Dal tardo 1607 all'autunno del 1609, Percy ebbe qualche incarico a Jamestown ma sotto il governo di Smith.
Quando Smith lasciò la colonia nel settembre 1609, Percy assunse la presidenza della Colonia. A seguito delle sue continue malattie, lasciò l'incarico a Ratcliffe, Archer, e John Martin. Durante la presidenza di Percy, la colonia andò incontro ad una carestia che determinò la decimazione dell'intera popolazione, nell'inverno del 1609-10. "Ora tutti noi a Jamestown cominciamo a sentire quella spina acuta della fame che nessuno sa descrivere ma che tutti stiamo sperimentando" scrisse nel suo diario.  Percy non concluse molto come presidente, a parte l'ordine dato di costruire Fort Algernon a Old Point Comfort.  Quando arrivò sir Thomas Gates nel maggio 1610, Percy gli cedette volentieri il controllo della colonia.
Nel giugno 1610, Thomas West, III barone De La Warr arrivò a Jamestown con l'incarico di governatore della colonia. Egli inserì Percy nel Consiglio e lo nominò capitano di Jamestown fort. Nell'agosto 1610, De la Warre inviò Percy con settanta uomini contro le tribù indiane di Paspahegh e Chickahominy. Il manipolo devastò gli accampamenti indiani, bruciò le loro tende, distrusse il loro raccolto ed uccise indiscriminatamente uomini, donne e bambini. Egli guidò anche, con successo, la difesa di Jamestown fort contro un attacco indiano ottenendo gli elogi di De La Warr. Quando il governatore tornò in Inghilterra nel maggio 1611, incaricò Percy di dirigere la colonia in sua assenza.  "Ma i venti non li aiutarono, ed essi si rafforzarono e plasmarono nella loro attività in favore dell'Inghilterra -- il mio signore è andato via e mi ha nominato governatore in sua assenza, per far rispettare la legge ed ogni altro potere ed autorità assoluta in sua vece."  La sua attività di governatore ebbe termine il 22 aprile 1612, quando partì per l'Inghilterra.
Dopo il suo servizio nel nuovo mondo, Percy ritornò in Inghilterra continuando ad occuparsi di colonializzazione. Nel 1615, propose una spedizione in Guiana ma non trovò sostenitori. Nel 1620, vendette le sue quattro azioni nella Virginia Company e tornò al servizio militare. Percy ritornò in Olanda nel 1621 alla ripresa della guerra fra Spagna ed Olanda. Egli fu il comandante di una compagnia nei Paesi Bassi nel 1627, ma non è certo se morì in Inghilterra o all'estero.
Percy non sembra si sia mai sposato ed abbia avuto dei figli. Non si conosce di che natura sia stata la relazione che ebbe con Anne Floyd (1593-1618) che diede alla luce Lady Anne Percy nel 1608.